# Tillandsia quaquaflorifera
Tillandsia quaquaflorifera är en gräsväxtart som beskrevs av Eizi Matuda. Tillandsia quaquaflorifera ingår i släktet Tillandsia och familjen Bromeliaceae. Inga underarter finns listade i Catalogue of Life.